# 平中平窪
平中平窪（たいらなかひらくぼ）は、福島県いわき市の大字である。郵便番号は970-8002（字新町が970-8007、字細田町が970-8008）。

## 地理
いわき市中央部の平地区に属し、地区内北部に位置する。北で小川町西小川、小川町下小川、北東で平上平窪、東で平四ツ波、南で平下平窪、西で平赤井とそれぞれ隣接する。概ね町村制施行以前の磐城郡中平窪村の流れを汲む地域である。夏井川の左岸に位置し、川沿いの平地には住宅地が、西側の平地には水田が広がる。内郷御厩町に所在するいわき中央警察署及び平字正内町に所在する平消防署がそれぞれ管轄にあたる。

### 山
- 石森山（山頂は東隣の平四ツ波に位置する。）

### 河川
- 夏井川
  - 真似井川
- 小川江筋

### 主な字
字
- 松川
- 桂進
- 大谷
- 宮田
- 富貴内
- 布川
- 八田
- 高儘
- 高橋
- 岩間
- 勝見沢
- 細田
- 横枕
- 大町
- 扇田
- 杉内
- 古館
- 古堤
- 二堂田
- 辰ノ口
- 古館前

「字」が表記されない地区
- 一丁目
- 二丁目
- 三丁目
- 東高砂
- 西高砂
- 細田町
- 新町

## 歴史
- 1879年1月27日 - 平藩領中平窪村が福島県内における郡区町村制の施行により磐城郡の村となる。
- 1889年4月1日 - 町村制の施行により中平窪村が幕之内村、鯨岡村、大室村、下平窪村、上平窪村、四ツ波村、中塩村と合併し、磐城郡平窪村が発足する。旧中平窪村域は平窪村の大字となる[4]。
- 1896年4月1日 - 磐城郡と周辺郡との合併により石城郡が発足し、石城郡平窪村となる。
- 1937年6月1日 - 平窪村が平町と合併して平市となり、平市の大字となる。
- 1966年10月1日 - 平市が磐城市・常磐市・内郷市・勿来市、石城郡小川町・遠野町・四倉町・川前村・田人村・好間村・三和村、双葉郡久之浜町・大久村と合併しいわき市となり、いわき市平地区の大字となる。

## 世帯数と人口
2023年10月31日現在の世帯数と人口は以下の通りである。
| 大字     | 世帯数  | 人口   |
| -------- | ------- | ------ |
| 平中平窪 | 711世帯 | 1660人 |

## 小・中学校の学区
市立小・中学校に通う場合、学区は以下の通りとなる。
| 番地 | 小学校                 | 中学校                 |
| ---- | ---------------------- | ---------------------- |
| 全域 | いわき市立平第四小学校 | いわき市立平第一中学校 |

## 交通

### 鉄道
域内に鉄道施設は存在しない。

### 道路
- 常磐自動車道
  - 常磐夏井川橋
- 国道399号

### バス
新常磐交通路線バス
- （いわき駅方面） - 杉内 - 中平窪 - 高儘入口 - （高崎方面）
  - 上平窪・高崎

## 施設
- 九品寺附属平窪幼稚園
- 市営向後川原団地
- 平窪公民館
- 常勝院